# Parafia Matki Bożej Częstochowskiej w Katowicach
Parafia Matki Bożej Częstochowskiej w Katowicach-Podlesiu – parafia rzymskokatolicka w katowickiej dzielnicy Podlesie, w dekanacie Katowice Panewniki w archidiecezji katowickiej. Liczy 4 970 wiernych. Zarządza ona cmentarzem przy ulicy P. Michałowskiego.
Wieś Podlesie do momentu powstania parafii należała do kościoła parafialnego w Mikołowie.
Idea budowy kościoła w Podlesiu powstała już przed I wojną światową. Pierwsze zebranie Komitetu Budowy Kościoła odbyło się 6 stycznia 1920 r. Fundament pod kościół położono 30 marca 1920 r. Po czterech miesiącach pracy, 7 listopada 1920 r. stanął kościół pod dachem. Kościół powstał jako kościół filialny kościoła mikołowskiego. 
W głównym ołtarzu umieszczono obraz Matki Boskiej Częstochowskiej Królowej Korony Polskiej. Został namalowany przez prof. Bolesława Rutkowskiego na wzór obrazu jasnogórskiego pod nadzorem przeora klasztoru. 15 sierpnia 1921 r. ks. Jan Kapica ówczesny Delegat Biskupi poświęcił kościół. Pierwszym duszpasterzem (kuratus) został ks. Karol Wientzek. Decyzją Administracji Apostolskiej w Katowicach z 1 września 1925 r. Podlesie zostało wyłączone z parafii mikołowskiej.
Po soborze watykańskim II, w związku z odnową liturgiczną, przebudowano prezbiterium w kościele i przystosowano je do wymogów soborowych. W kościele znajdują się witraże autorstwa Hanny Szczypińskiej z Warszawy, wykonane przez firmę Braci Paczków z Krakowa-Podgórza. Tematyka witraży dotyczy życia Chrystusa po zmartwychwstaniu. Witraż półkolisty nad głównym wejściem przedstawia patronkę parafii Matkę Boską Częstochowską, św. Wojciecha i św. Stanisława.

## Proboszczowie[3]
- ks. Karol Wientzek (1921 – 1944)
- ks. Alojzy Lazar (1944 – 1950)
- ks. Antoni Steuer, administrator (1950 – 1957), proboszcz (1957 – 1965)
- ks. Franciszek Ryszka, administrator (1965 – 1966), proboszcz (1966 – 1993)
- ks. Benedykt Hałota (1993 – 2012)
- ks. Jacek Plech (2012 – nadal)

## Grupy parafialne
Na terenie parafii działa kilkanaście grup parafialnych:
- Bractwo Różańcowe,
- Czciciele Najświętszego Sakramentu,
- Dzieci Maryi,
- Franciszkański Zakon Świeckich,
- Grupa modlitewna,
- Ministranci,
- Nadzwyczajni Szafarze,
- Przyjaciele misji,
- Ruch Światło-Życie,
- Rycerze św. Franciszka,
- Zespół charytatywny,
- Kandydaci do bierzmowania,
- Grupa Matki Bożej Szukającej Gospody,
- Grupa nocnej adoracji.